# Єйтс (Нью-Йорк)
Єйтс (англ. Yates) — місто (англ. town) в США, у окрузі Орлінс штату Нью-Йорк. Населення — 2567 осіб (2020).

## Демографія
Згідно з переписом 2010 року, у місті мешкало 2559 осіб у 972 домогосподарствах у складі 680 родин. Було 1513 помешкання
Расовий склад населення:
| - 95,2 % — білих - 1,1 % — чорних або афроамериканців - 1,0 % — корінних американців - 0,2 % — азіатів |

До двох чи більше рас належало 1,6 %. Частка іспаномовних становила 2,8 % від усіх жителів.
За віковим діапазоном населення розподілялося таким чином: 26,0 % — особи молодші 18 років, 59,8 % — особи у віці 18—64 років, 14,2 % — особи у віці 65 років та старші. Медіана віку мешканця становила 41,0 року. На 100 осіб жіночої статі у місті припадало 103,9 чоловіків;  на 100 жінок у віці від 18 років та старших — 101,1 чоловіків також старших 18 років.
Середній дохід на одне домашнє господарство  становив 69 602 долари США (медіана — 59 137), а середній дохід на одну сім'ю — 73 702 долари (медіана — 60 833). Медіана доходів становила 43 315 доларів для чоловіків та 40 662 долари для жінок. За межею бідності перебувало 13,9 % осіб, у тому числі 20,6 % дітей у віці до 18 років та 9,9 % осіб у віці 65 років та старших.
Цивільне працевлаштоване населення становило 1291 особа. Основні галузі зайнятості: виробництво — 22,2 %, освіта, охорона здоров'я та соціальна допомога — 17,3 %, транспорт — 11,9 %, роздрібна торгівля — 9,9 %.